# Cittadella (Italia)
Cittadella (Citadèa, Sitadèa o Sitadeła in veneto) è un comune italiano di 19 980 abitanti della provincia di Padova in Veneto, situato a circa 30 km a nord del capoluogo di provincia.

## Geografia fisica

### Territorio
Cittadella si trova nella Pianura veneta. Il territorio è totalmente pianeggiante, nonostante a pochi chilometri più a nord si incontrino già i primi rilievi collinari, che precedono l'Altopiano dei Sette Comuni e il Massiccio del Monte Grappa.
È situata nel nord-ovest della provincia di Padova e nel suo territorio scorre il fiume Brenta. Confina a nord con la provincia di Vicenza.

### Clima
Cittadella, secondo la classificazione dei climi di Köppen, gode di un tipico clima temperato delle medie latitudini (Cfa), piovoso o generalmente umido in tutte le stagioni e con estati molto calde. Le precipitazioni si concentrano nei periodi compresi tra marzo e maggio, con un leggero calo nei mesi estivi, e un riacutizzarsi nel periodo compreso tra ottobre e novembre inoltrato. L'inverno è a volte caratterizzato da fenomeni nevosi, anche se nel corso degli anni sono diventati sempre più sporadici.

## Storia

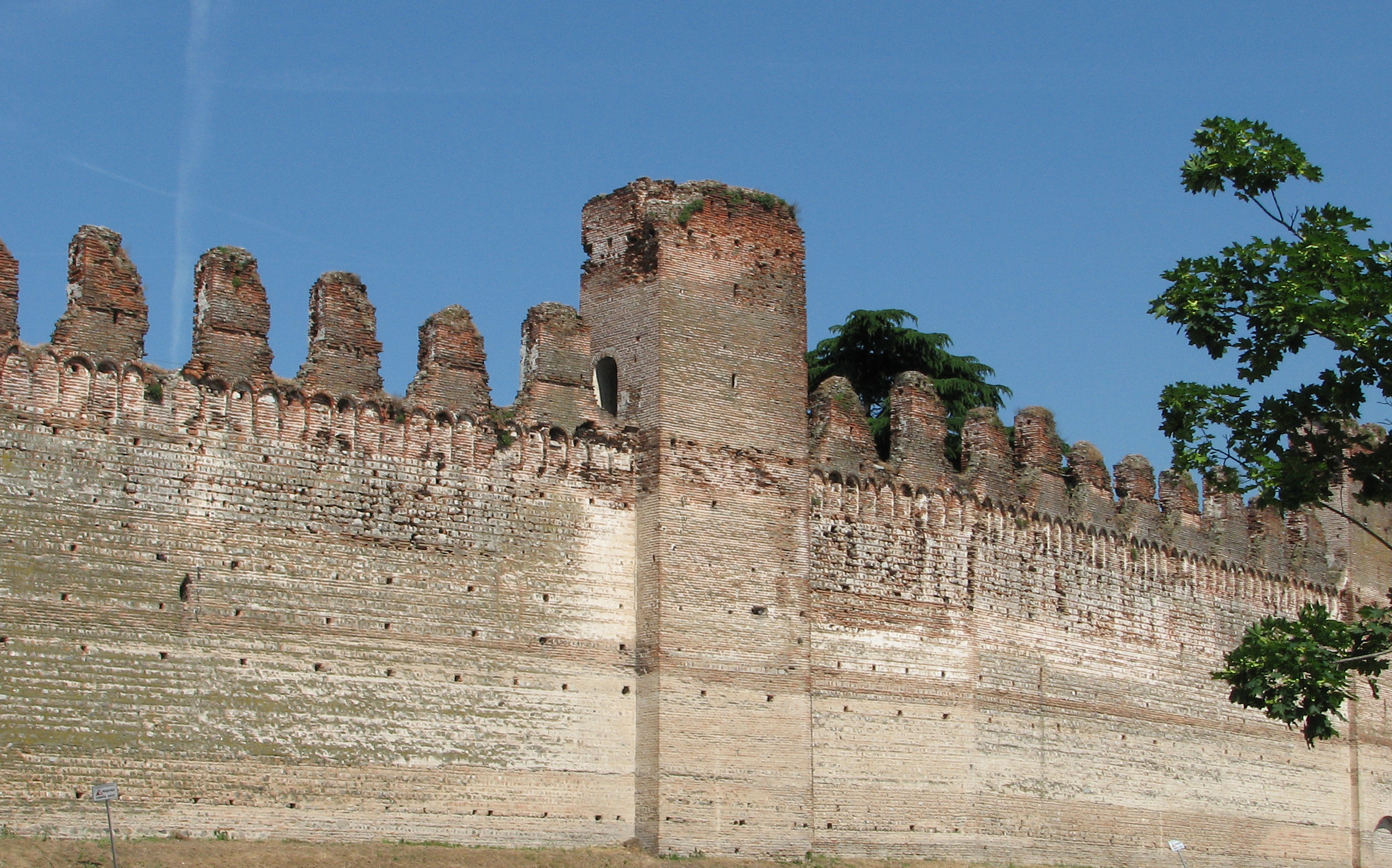
Particolare delle mura

### Origini
Benché la fondazione di Cittadella sia piuttosto tarda (XIII secolo), il suo territorio ha una storia ben più antica.
Mancano le testimonianze di una frequentazione paleoveneta, ma assai evidenti sono le tracce lasciate dagli antichi Romani, che occuparono il Veneto sul finire del III secolo a.C. Al 148 a.C. risale la fondazione della via Postumia, importante arteria che collegava Aquileia a Genova, percorrendo tutto il Nord Italia; il suo tracciato coincide con le attuali vie Postumia di Ponente e Postumia di Levante (SP 24), che transitano a nord del centro, attraversando Ca' Onorai. Sulla via Postumia si basò, inoltre, la centuriazione del territorio, tuttora ben conservata, che ricadeva nell'agro settentrionale di Padova.

### Alto Medioevo
Dopo la caduta dell'Impero Romano, il territorio di Cittadella seguì le sorti di gran parte dell'Italia settentrionale, passando al Regno dei Longobardi. Le testimonianze di questo periodo sono assai scarse e questo fa pensare a un importante spopolamento e inselvatichimento del territorio. Frattanto, centri dei dintorni - Onara, Fontaniva, Tombolo, Galliera - divennero sedi di piccole signorie feudali.
Al VI secolo viene fatta risalire la costruzione della pieve di San Donato, nell'omonima frazione, che fu il principale luogo di culto della zona prima della consacrazione del duomo.

### La fondazione di Cittadella

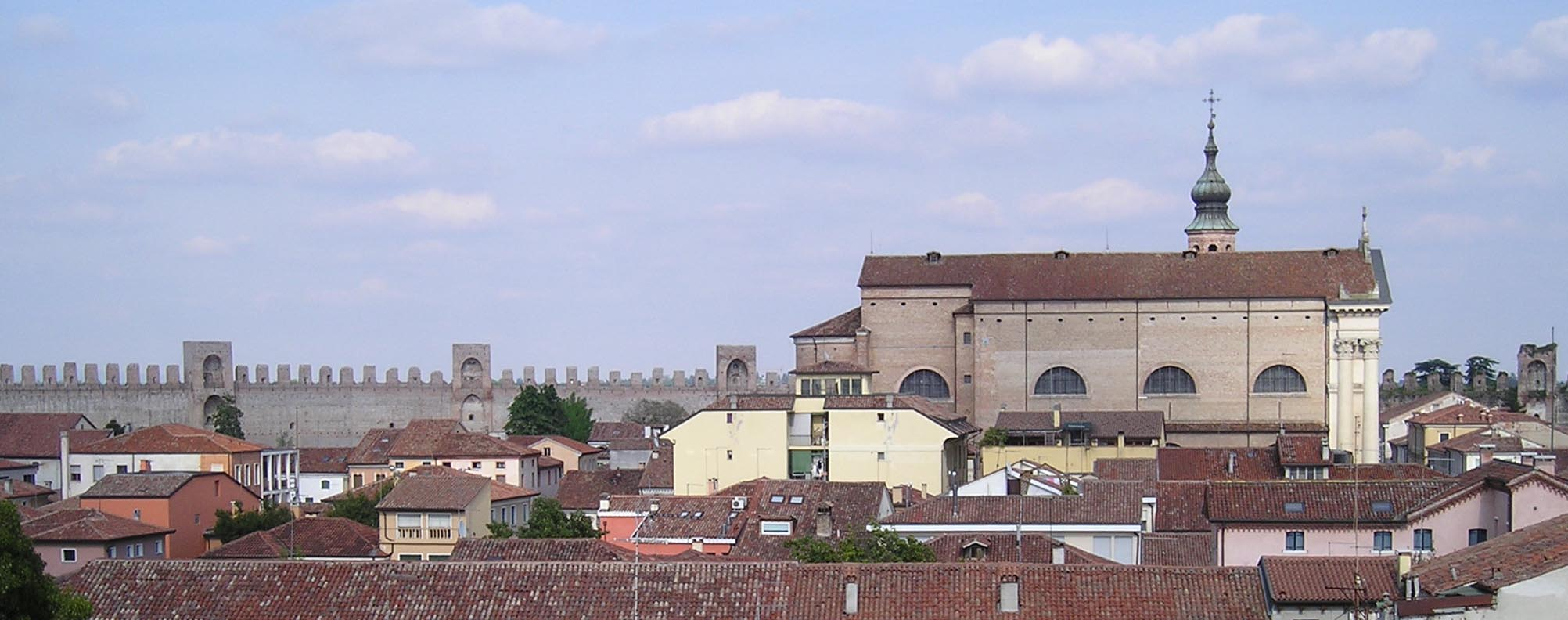
Vista sui tetti del centro storico

Tra il XII e il XIII secolo Padova, uno dei più importanti comuni del Veneto, diede impulso a un'importante spinta espansionistica, entrando presto in conflitto con le confinanti Vicenza e Treviso. Quest'ultima, attorno al 1195, avviò la costruzione di Castelfranco, piccolo avamposto militare presso il confine segnato dal torrente Musone.
La risposta di Padova non si fece attendere e nel 1220, sulla riva opposta del fiume, iniziò la costruzione di Cittadella. Il nuovo borgo fortificato, progettato da Benvenuto da Carturo, presentava però caratteristiche originali che lo differenziavano nettamente da Castelfranco: non era un piccolo e compatto castello di forma quadrangolare, ma una vera e propria città dall'ariosa pianta rotondeggiante, dotata di propri statuti e autonomia di governo. In questo modo, Padova non intendeva solo creare un presidio militare, ma anche un centro amministrativo ed economico per favorire la colonizzazione del territorio compreso fra il Brenta e il Muson.
Fino all'inizio del Quattrocento, Cittadella seguì le sorti della città madre, passando dalla signoria di Ezzelino III da Romano a quella dei Carraresi, degli Scaligeri e ancora dei Carraresi.

### La dominazione veneziana
Nel 1406, al termine della cosiddetta guerra di Padova, Cittadella entrò nell'orbita della Serenissima. Pur mantenendola inquadrata nel distretto padovano, i veneziani dotarono la città di una podesteria di dentro e di una podesteria di fuori, l'una con giurisdizione all'interno delle mura, l'altra all'esterno.
Il lungo periodo veneziano, caratterizzato, salvo brevi parentesi, da pace e stabilità politica, portò Cittadella a evolversi da avamposto militare a centro di servizio e di mercato, riferimento per un'area rurale abbastanza estesa. Questa trasformazione si rifletté anche sul tessuto urbano, con la costruzione di edifici amministrativi, ma anche magazzini e botteghe. Al contempo, cominciò l'espansione fuori dalle mura, con la formazione dei quattro borghi (Padova, Vicenza, Bassano, Treviso) lungo i due assi stradali principali.
Scarsa, d'altra parte, la presenza di palazzi e ville venete, testimonianza di come tra Cittadella e Venezia mancasse quel rapporto privilegiato di cui godeva, invece, Castelfranco.

### Dall'Ottocento a oggi
Dopo la caduta della Serenissima, anche Cittadella attraversò un periodo di incertezza amministrativa, passando prima dai francesi agli austriaci e, poi, di nuovo ai francesi; dapprima compresa nel dipartimento del Bacchiglione e poi nella provincia di Vicenza, tornò padovana durante il Regno Lombardo-Veneto.
La dominazione austriaca ebbe termine nel 1866, anno in cui venne annessa al Regno d'Italia.
Durante la prima guerra mondiale, nella primavera del 1918 era sede del 12º Gruppo caccia, che restò in città fino al 16 luglio 1918.
Importante il restauro delle mura dal 1994 al 2013 eseguite dall'arch. Patrizia Valle, che ha permesso di fruire delle mura abbandonate attraverso un progetto di ri-animazione unico nel suo genere.

### Simboli
Lo stemma è stato riconosciuto con decreto del capo del governo del 4 febbraio 1933.
Il gonfalone, riconosciuto con D.C.G. del 30 aprile 1933, è costituito da un drappo di rosso.

### Onorificenze
Cittadella è tra le città decorate al valor militare per la guerra di liberazione, insignita della medaglia d'argento al valor militare per i sacrifici delle sue popolazioni e per l'attività nella lotta partigiana durante la seconda guerra mondiale:

## Monumenti e luoghi d'interesse

### Cinta muraria

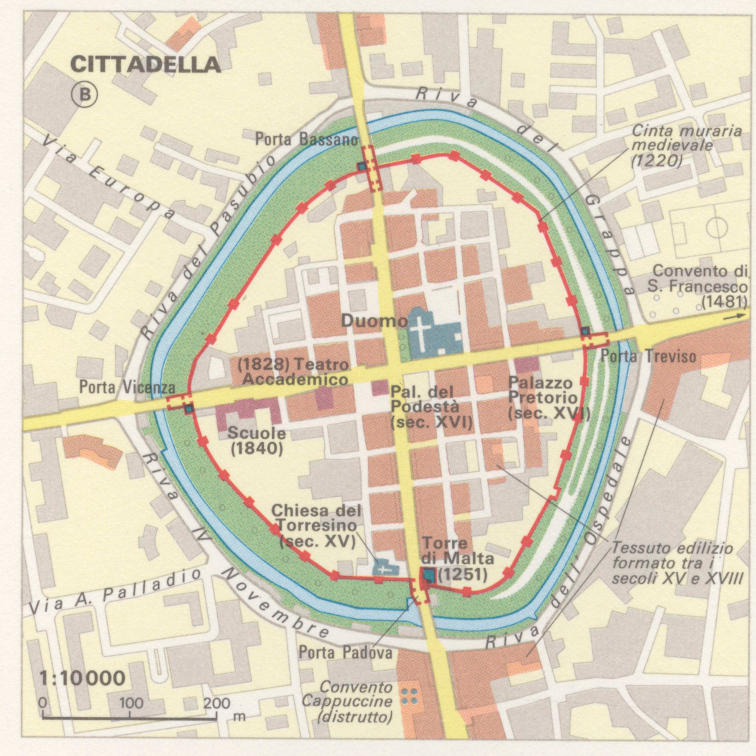
Mappa di Cittadella

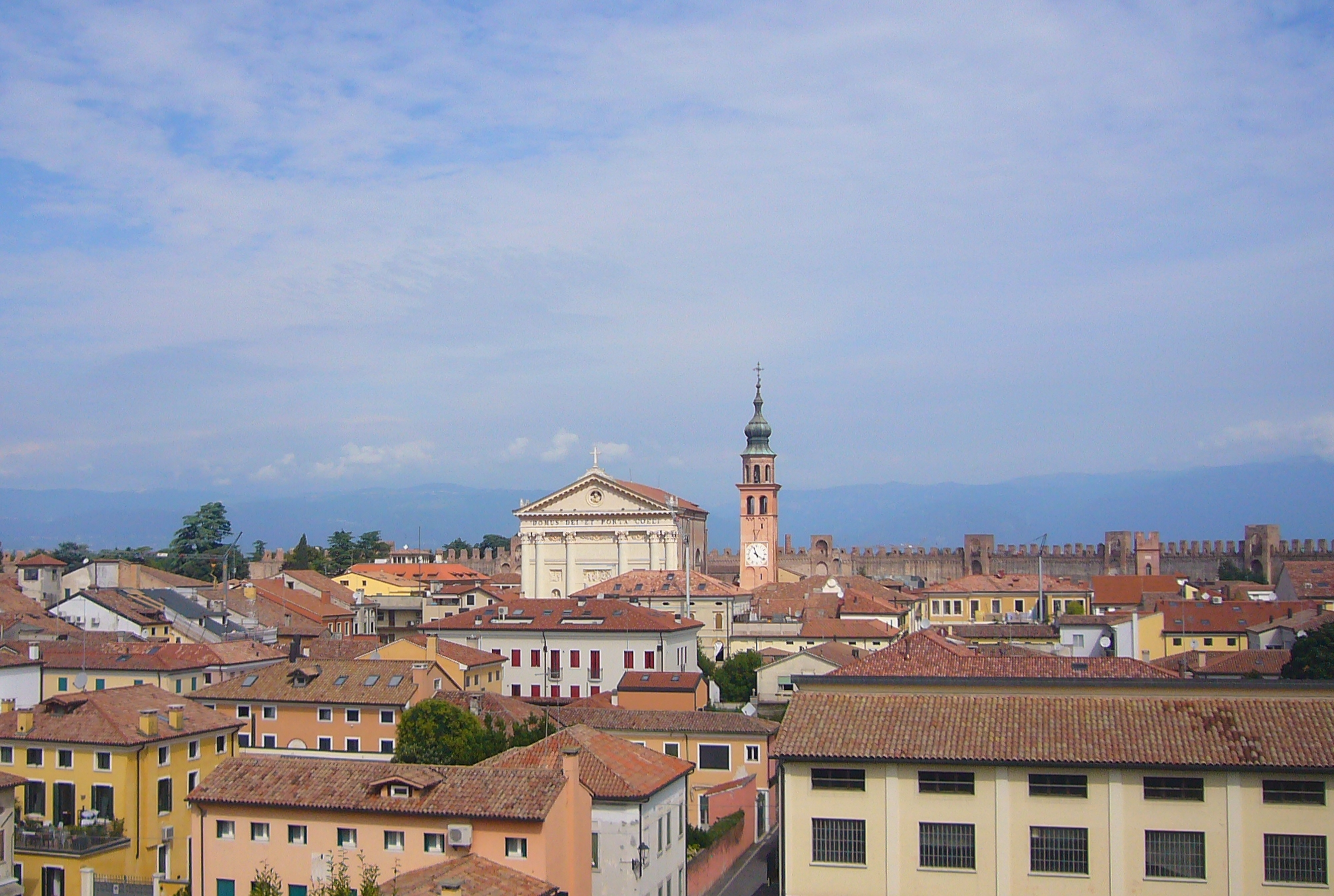
Il centro storico visto dalle mura

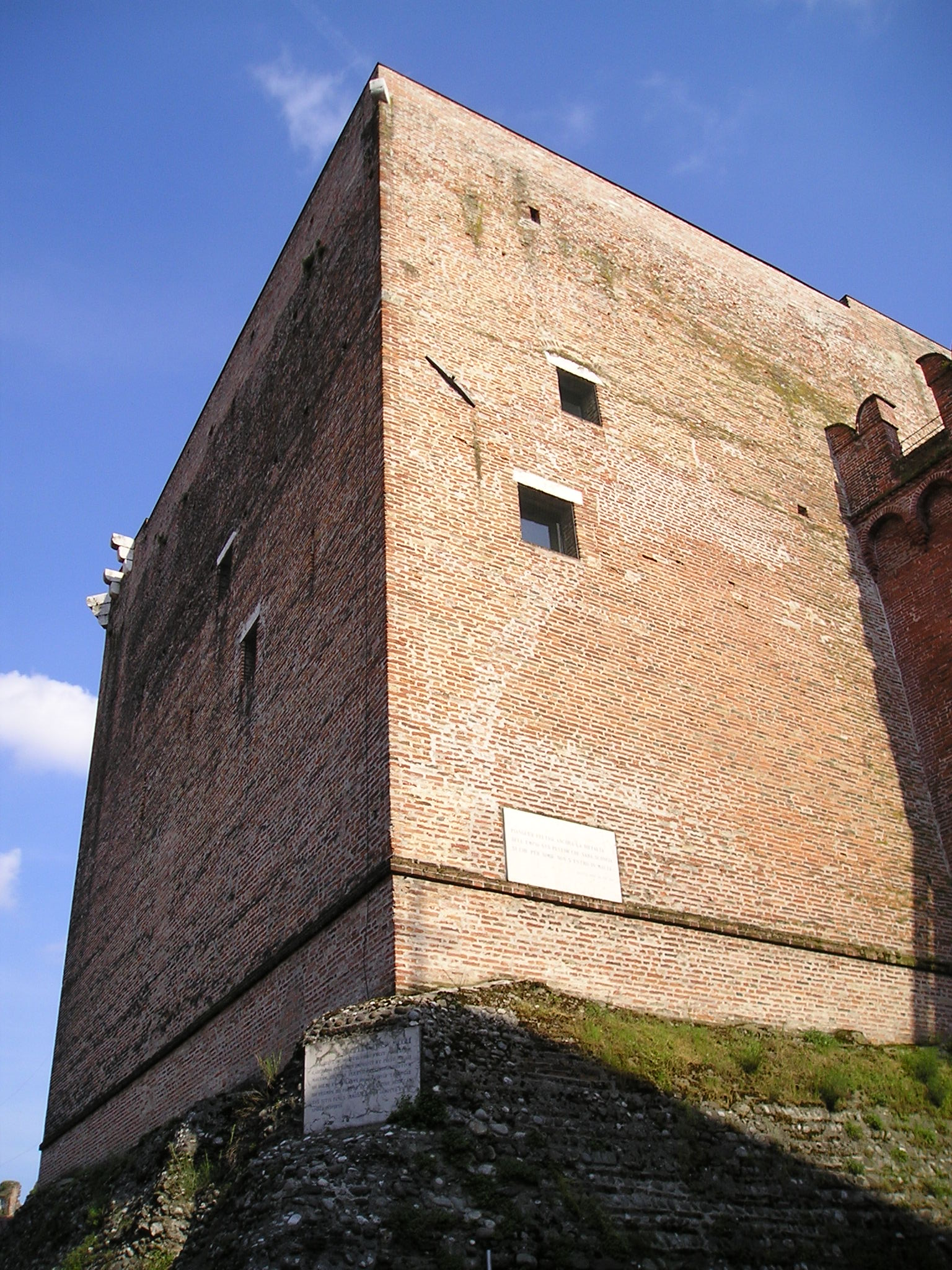
La Torre di Malta

#### Storia
Cittadella, paese prossimo a tre grandi città, quali Padova, Vicenza e Treviso, è stata costruita all'incrocio tra la Postumia e la strada della Valsugana. Si tratta di una cittadina fondamentale per difendere gli interessi della zona padovana, soprattutto nell'area tra il Brenta e il Musone al fine di sostenere gli scambi tra la Pianura Padana e il territorio alpino (lungo l'asse da Venezia-Lombardia). 
Cittadella si trova in una zona denominata “regno della foresta e della palude” e si pensa che fosse stata meta di transumanti e una sorta di recinto barbarico e che nel 1200 venne utilizzata come fortezza su medio Brenta da parte dei padovani. Dal punto di vista giuridico, tale città era prospera, dotata di propri statuti rilasciati nel 1236 da Padova.
Per quanto riguarda la componente urbanistica, unica nel suo genere in tutto il Veneto, è caratterizzata da due traverse perpendicolari racchiuse da una cinta muraria di forma ellittica. Il restauro da poco terminato del Camminamento di Ronda, permette ai visitatori di ammirare la città dall'alto, nella sua integrità e da più punti di vista. Da qui, infatti, si può notare come al suo interno la città sia organizzata secondo il sistema geometrico a scacchiera delle tipiche stradelle romane; in questo modo mercanti e artigiani erano fortemente motivati a difendere i propri interessi, tra cui il libero passaggio delle merci.
Durante l'età veneziana (XV-XVIII sec.) le mura di Cittadella furono ripetutamente abusate e manomesse, provocando a lungo andare numerosi danni e alterazioni alla loro stabilità. Infatti, i cittadini per riempire buche e avvallamenti del territorio causarono l'assottigliamento del contrafforte in terra battuta che si trovava all'interno delle mura, incentivando così la perdita dell'importante sostegno alle mura. L'asporto ripetuto e continuo del contrafforte interno, ovvero del terrapieno dalla base delle mura, provocò nel 1774 il crollo di un lungo tratto di mura compreso tra Porta Vicenza e Porta Bassano. Franarono oltre quaranta metri di mura sopra alcune abitazioni, mentre un'altra parte era rimasta sospesa con il rischio di un'ulteriore rovina. La cinta, infatti, fu riparata alla meno peggio, al punto che non essendo stato ricostruito il tratto rovinato a terra, nel 1785 si registrò un nuovo crollo.
In quegli anni, dopo una serie di restauri della torre dell'orologio di Porta Padova, anch'essa franò al suolo, e si decise di ripristinare in seguito solo la campanella. Inoltre, a causa dell'assenza, per omessa manutenzione, di protezioni in legno o in pietra dei quattro ponti d'accesso alla città, seguirono una serie di incidenti (nel XVIII sec.) che coinvolsero gli abitanti, indicando quindi la necessità di interventi di restauro e di protezione anche di questi quattro ponti. Furono poi rifatti integralmente anche tutti e quattro i battenti lignei delle porte; nel maggio 1797, con la fine della Repubblica di Venezia, le mura di Cittadella divennero bene demaniale, per cui iniziò un lungo periodo in cui le comunità locali furono costrette a rivendicarne il possesso per difenderle dall'usura, dalle intemperie e per conservare la loro bellezza militare.
La cinta muraria di Cittadella, perfettamente conservata nel tempo, è uno dei pochi esempi di sistema difensivo tra i più belli d'Europa con camminamento di ronda ancora percorribile.
Dal 1994 l'architetto Patrizia Valle dello Studio Valle Architettura e Urbanistica di Venezia, ha avviato concretamente il restauro delle mura attraverso progetti d'intervento suddivisi in quattro fasi, coincidenti con i settori del sistema fortificato. I lavori, sono proseguiti quasi ininterrottamente fino al 2013 e terminati con il recupero del quadrante sudest delle mura e il completamento del restauro dell'intero perimetro della cinta muraria. In particolare il progetto dello studio Valle ha permesso di rendere fruibile il cammino di ronda a 15 metri di altezza, rendendo Cittadella l'unica città murata percorribile i quota attraverso un filo di Arianna, che ha caratterizzato le sue mura  e che permette l'accesso in quota alla casa del Capitano, alla chiesa del Torresino e le 4 Porte, anch' esse restaurate da Patrizia Valle.

#### Struttura

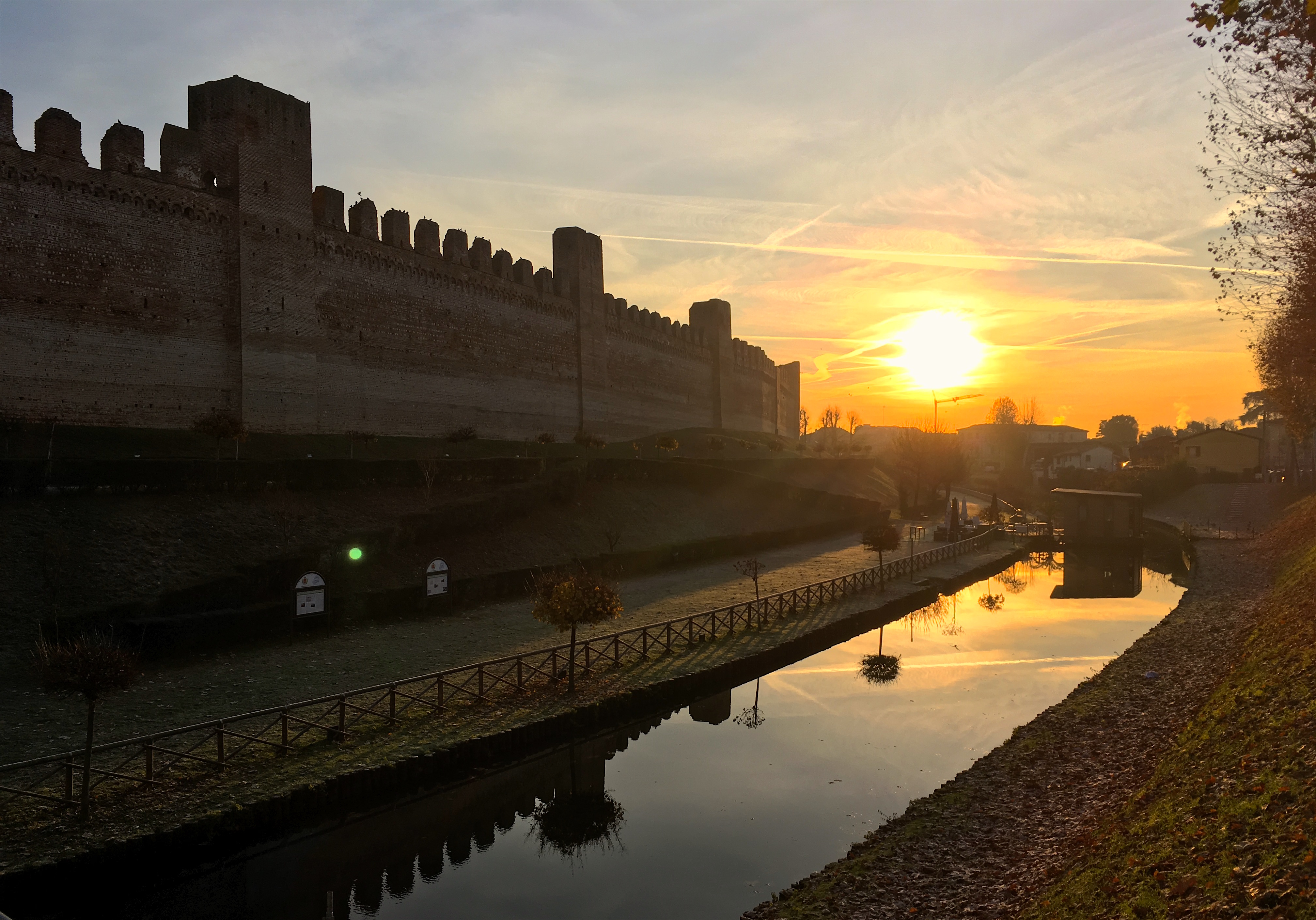
Le Mura

La cerchia murata che circonda Cittadella (1220 d.C.) ha forma di ellisse irregolare e con l'abitato costituisce un complesso organico del più alto interesse storico, non solo per gli studi sui castelli ma anche per quelli di urbanistica. Lo spazio interno che le mura delimitano è ordinato da due traverse che raccordano le quattro porte con il centro, dividendo l'abitato in quartieri, a loro volta suddivisi a scacchiera dalle caratteristiche stradelle. La cortina murata comunica con l'esterno attraverso quattro ponti in corrispondenza delle porte (a loro volta costruite sui quattro punti cardinali), rivolte verso le vicine città di Padova, Vicenza, Bassano del Grappa e Treviso (di qui la denominazione Porta Padovana, Porta Vicentina, Porta Bassanese, Porta Trevisana). I ponti levatoi, mantenuti in servizio fino al secolo XVI, gradualmente vennero sostituiti con altri in muratura. Gli attuali risalgono alla prima metà del secolo scorso.
La cinta è stata costruita su una base di appoggio fatta di sabbia-ghiaia, pertanto è priva di fondamenta: ciò che la sostiene sono i terrapieni, costruiti attraverso materiali di riporto delle fosse, le quali originariamente erano molto più larghe. La cinta muraria è dotata di porte fortificate, le quali costituiscono un canale di accesso alla città, fortezza o castello, ed erano protette da strutture esterne, come torri o rivellini. Questi ultimi, nello specifico caso di Cittadella, sono estremamente prossimi alle quattro porte, ognuna delle quali è articolata in più rivellini, e sono finalizzati a ricoprire la base o l'ingresso delle stesse, rinforzando la difesa principale.
La costruzione delle mura ha richiesto una serie di fasi, in cui inizialmente fu creata la struttura difensiva di terra e di legno, delle porte di accesso e del fossato; in seguito venne sviluppata l'opera in muratura, con l'impianto delle quattro porte, delle torri e dei torresini, poggianti su cortine murarie piuttosto basse. Infine, si completò la costruzione con l'innalzamento della muraglia e con l'inserimento di archetti e di merli. Con molta probabilità furono proprio le torri ad essere costruite per prime in un periodo antecedente o simultaneo alla realizzazione delle porte, tutto ciò è testimoniato dal fatto che esistono delle cesure verticali tra cortina e torre. Si pensa inoltre che l'opus murario sia stato costruito in modo graduale nel corso del tempo, il borgo però era organizzato fin dal principio come lo si vede ora.
Nel 1223, i lavori erano iniziati da ben tre anni, nonostante ciò c'era ancora molto da fare; è probabile che una prima base di cortina muraria sia stata costruita fino all'altezza del ballatoio mediano. L'altezza si aggira intorno agli 8-9 metri; solo con il passare degli anni l'opera venne completata con merli e archetti fino a raggiungere l'altezza attuale. Con l'avanzare dei secoli, soprattutto a causa di conflitti bellici, le mura vennero periodicamente fortificate.
Dal 1265 le spese erano riferite soprattutto a chiodi per i ponti, mentre dal 1275 una legge padovana emanò il cambiamento dei battifredi con porte d'ingresso all'avanguardia munite di torri e gironi, porte saracinesche e latine, barbacani, uncini di protezione e catene. Durante il periodo trecentesco, i signori da Carrara consolidarono ulteriormente le difese, le quali a loro volta furono rinforzate anche nel primo secolo di dominio veneziano (a partire dal 1415 con il doge Michele Steno). Già prima della fine del XIV secolo però, le postazioni da tiro per pezzi leggeri d'artiglieria o per grosse balestre erano in funzione; dal 1387 fu vietata ogni tipo di struttura in legno o in paglia all'interno dello spazio murato in quanto si trattava di materiali facilmente infiammabili. Si eseguirono diverse innovazioni tra cui: ampliamento delle strade, introduzione di un sistema di smaltimento delle acque e dei servizi igienici, costruzione di sei pozzi in pietra, si valorizzò il territorio centrale con la sede del Comune, del Podestà e la Chiesa di San Prosdocimo. Negli ultimi anni del Trecento, venne edificato un recinto fortificato all'esterno di porta Padova al fine di ospitare soldati, cavalli, armi e macchine da guerra.
Oggi la cinta muraria ha una circonferenza di 1 461 metri, spessore di 2,10 metri, largo 80 cm, con due diametri di 450 metri. Le mura hanno un'altezza media di 14 metri, ma i torrioni posti a vedetta delle quattro porte arrivano anche a 30 metri. Ci sono 4 torrioni, 12 torri quadrangolari di 6 metri per 4, alte 22 metri e, infine, 16 torresini di 6 per 3 metri, alti 15 metri. Ognuna di queste strutture era caratterizzata da nicchioni a interni a volta, aventi lo scopo di conservare armi, munizioni, attrezzi, funi, ma anche scale. Ciascun componente sporge di 1 metro per una difesa obliqua più efficace e presenta un intervallo di circa 40 metri. Ogni intervallo è circondato da 10 merli chiamati “guelfi” in quanto sono rettangolari, a due spioventi lisciati; esistono anche dei merli a coda di rondine, “ghibellini”, i quali però sono di epoca moderna. La struttura delle mura è “a cassetta” o “a sacco”, inoltre è caratterizzata da due muri più esterni realizzati attraverso il ciottolame proveniente dal Brenta, il quale è stato legato con file di mattoni a uno o a due teste; il tutto è stato stuccato e intonacato con una malta costituita da calce e sabbia, sempre originarie dallo stesso fiume. Le mura sono costituite da un composto di vari materiali di diversa grossezza mescolati con blocchi di calce e acqua. Le zone in pietra viva visibili sono: chiavi d'angolo, basamenti, architravi, blocchi di supporto per cardini e catene, mensoloni e scale. I merli si sporgono leggermente attraverso beccatelli o mensolature ad archetto e sono costituiti da feritoie sguanciate e nicchie. Tra merlo e merlo, nelle zone aperte sarebbero dovuti esserci pannelli o mantellette mobili di protezione; inoltre dai fori-caditoia era possibile far cadere materiale infiammabile e sassi. Simili attrezzature erano finalizzate a difendere la città dai nemici allargando lo spazio di manovra dei difensori, le torri invece, erano ricoperte da solai o da tetti spioventi.
Per quanto concerne il camminamento di ronda, dotato di tettuccio, esso permetteva una veloce transizione lungo le mura, in alcuni punti costituito da ponti levatoi pedonali. Le mura erano estremamente ricche ed erano corredate di elementi indispensabili per la loro funzione: scale retrattili, parapetti, pannelli, tetti, porte, stendardi, botole, finestre, pennoni, ponti levatoi e argani. Al camminamento di ronda si può accedere dalle torri o dalle scale esterne e rappresenta un percorso al di sopra delle mura, protetto dal parapetto con o senza merli. Era luogo utilizzato principalmente dalle scorte e dai difensori ed era collegato alla torre attraverso un ponte levatoio. Il parapetto non è altro che una sorta di muratura protettiva del camminamento di ronda e delle basi delle torri, esso può essere circondato da merli o strutture decorative.
Il merlo, a sua volta, rappresenta una componente di mura solida, situata tra uno spazio e l'altro della merlatura e può essere unito oppure distaccato al fine di inserirvi armi. Per quanto riguarda la mensola o gattone, questo è un composto di pietra avente forma di parallelepipedo, posizionato in modo perpendicolare al muro, al fine di svolgere una funzione di supporto alle varie componenti architettoniche.

### Altri
- Torre di Malta
- Casa del Capitano
- Palazzo della Loggia
- Palazzo Pretorio
- Teatro Sociale
- Duomo
- Chiesa del Torresino
- Convento di San Francesco

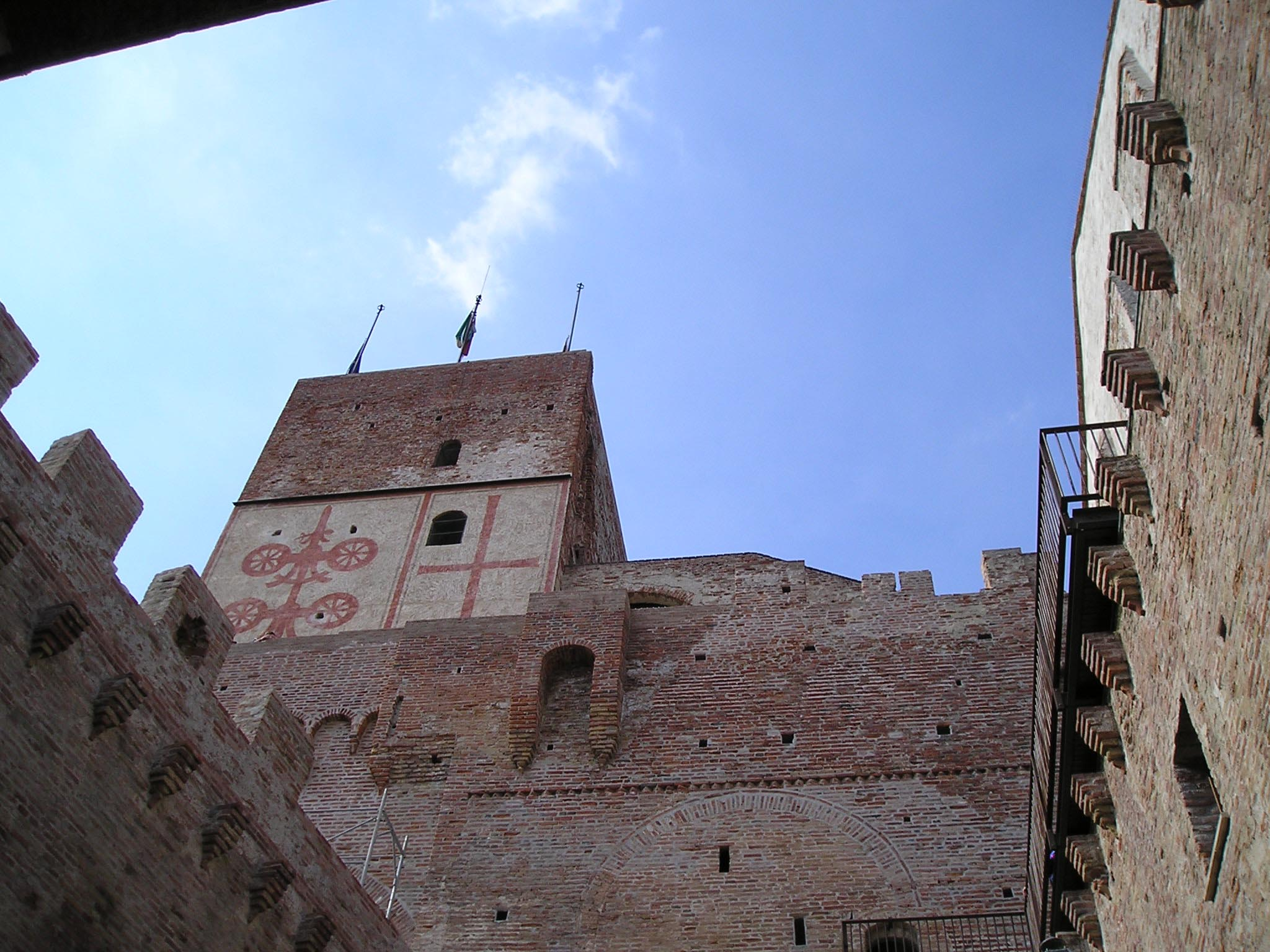
Torrione di Porta Bassano

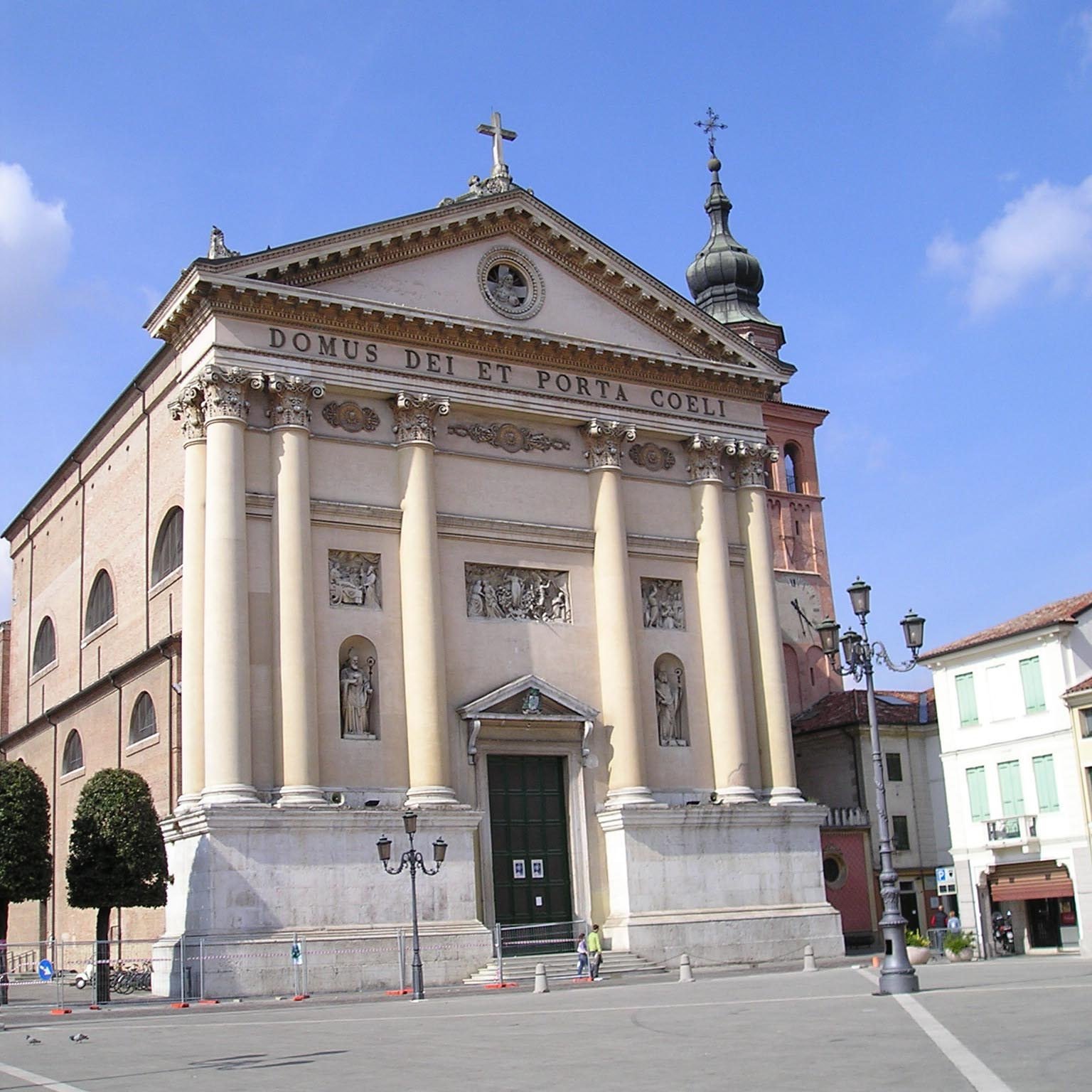
Il Duomo di Cittadella

- Pieve di San Donato (frazione di San Donato)
- Chiesa di Santa Lucia di Brenta (frazione di Santa Croce Bigolina)
- Villa Rina
- Villa Ca' Nave
- Oratorio del Cristo Salvatore di Ca' Nave
- Villa Ortolani detta "La Colombara"
- Cimitero militare Austro-Ungarico

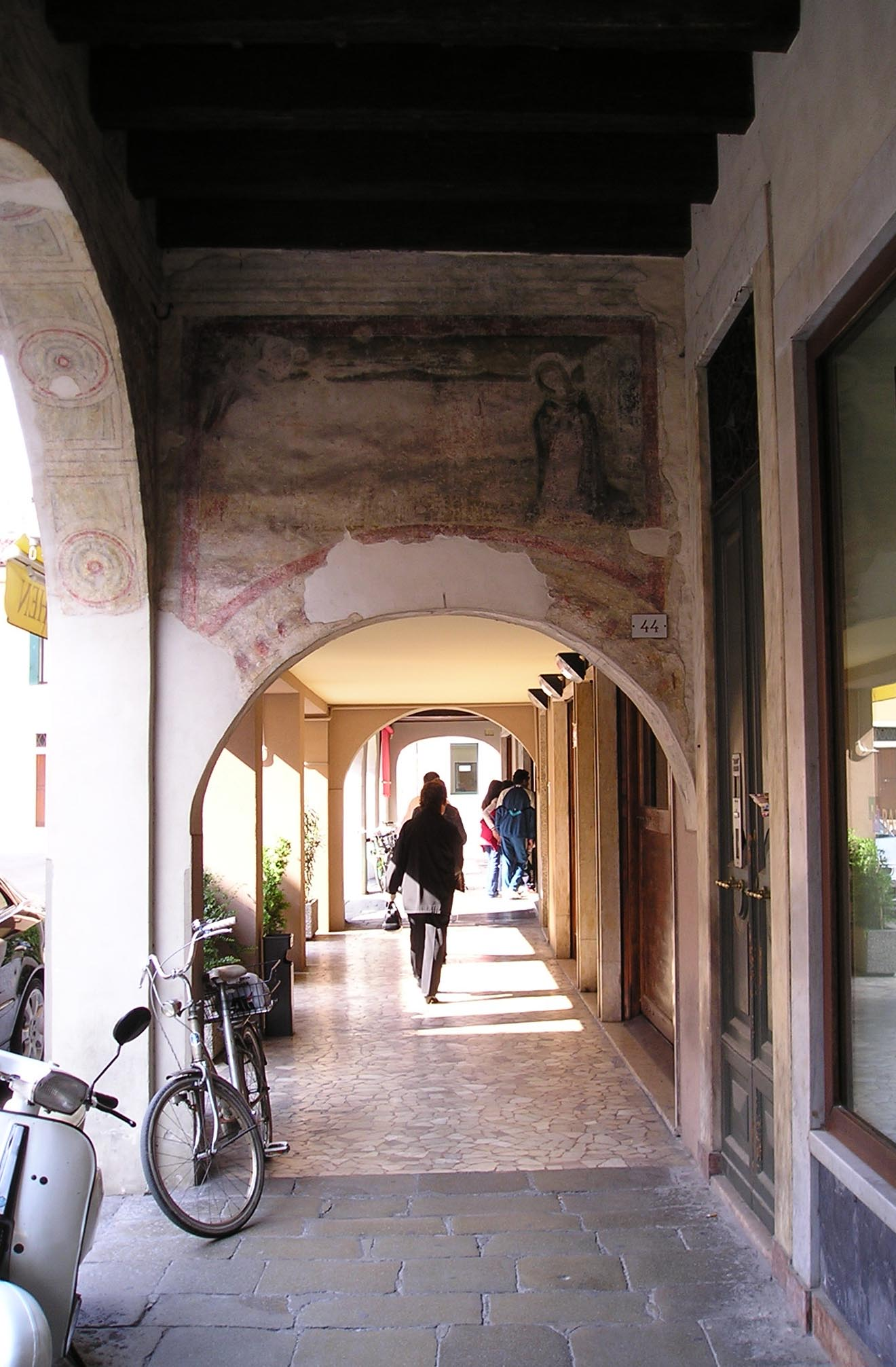
Alcuni affreschi sotto i portici di via Roma
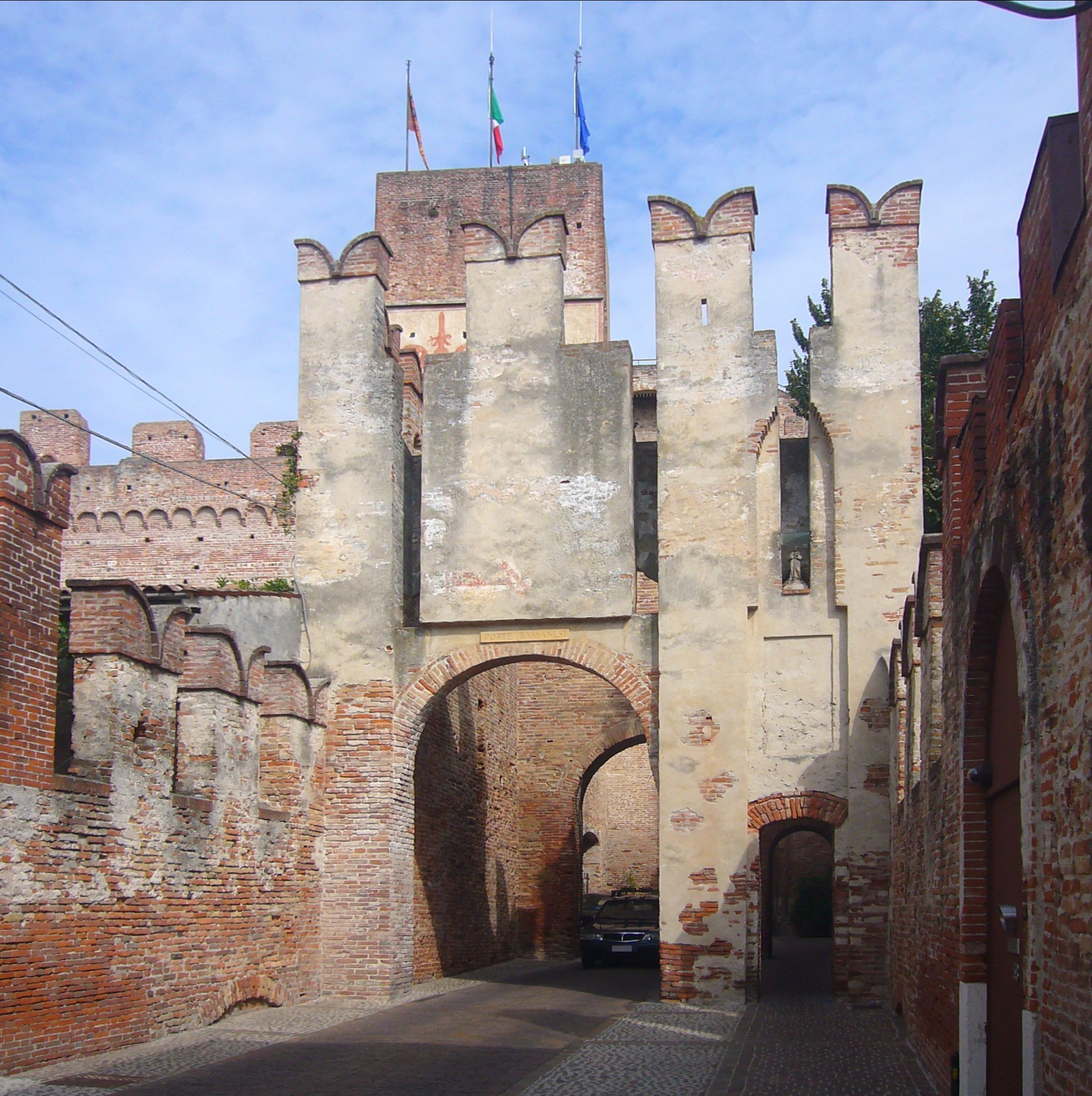
Porta Bassano (Porte Bassanesi)
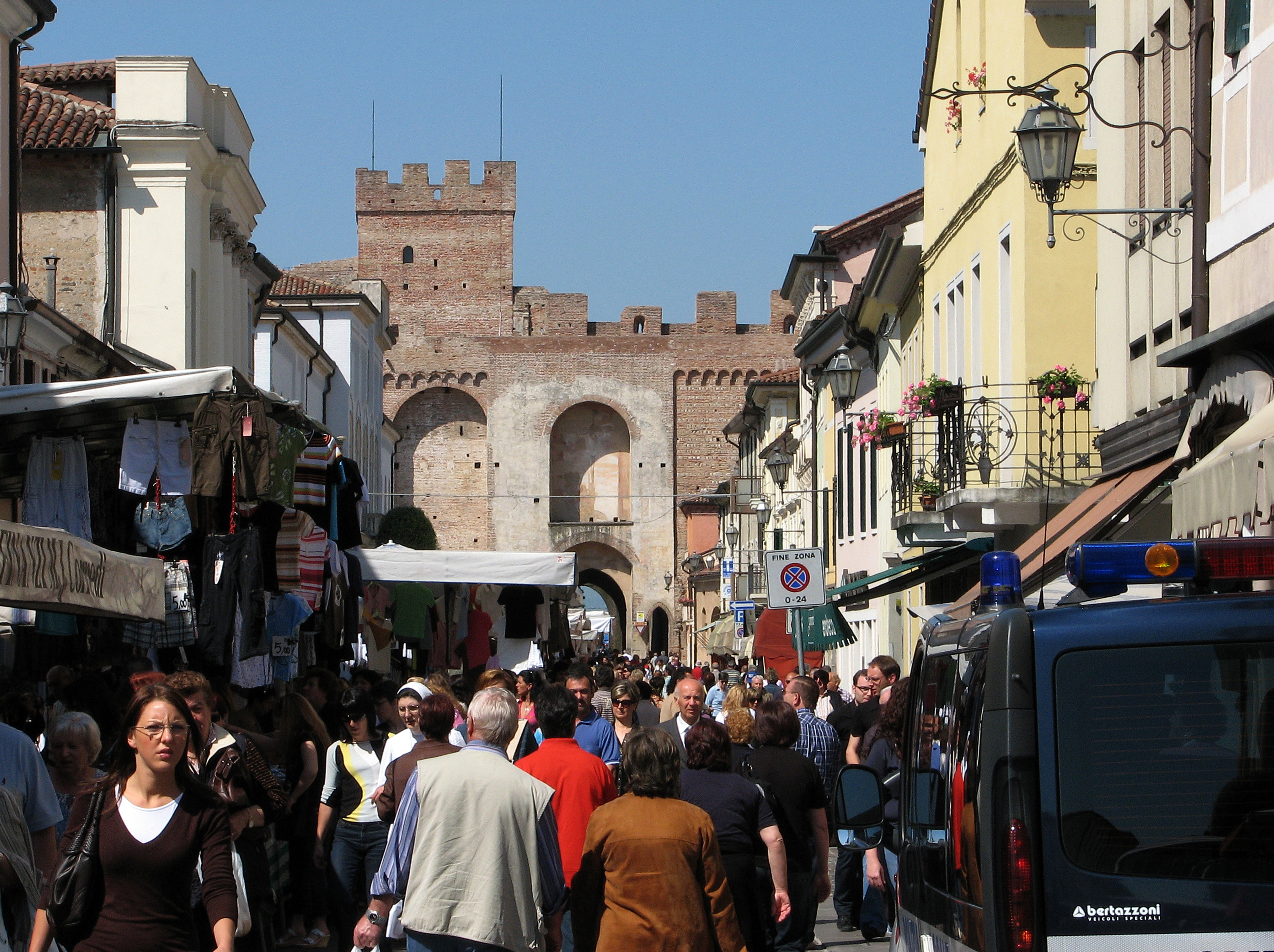
Via Indipendenza con Porta Vicenza sullo sfondo
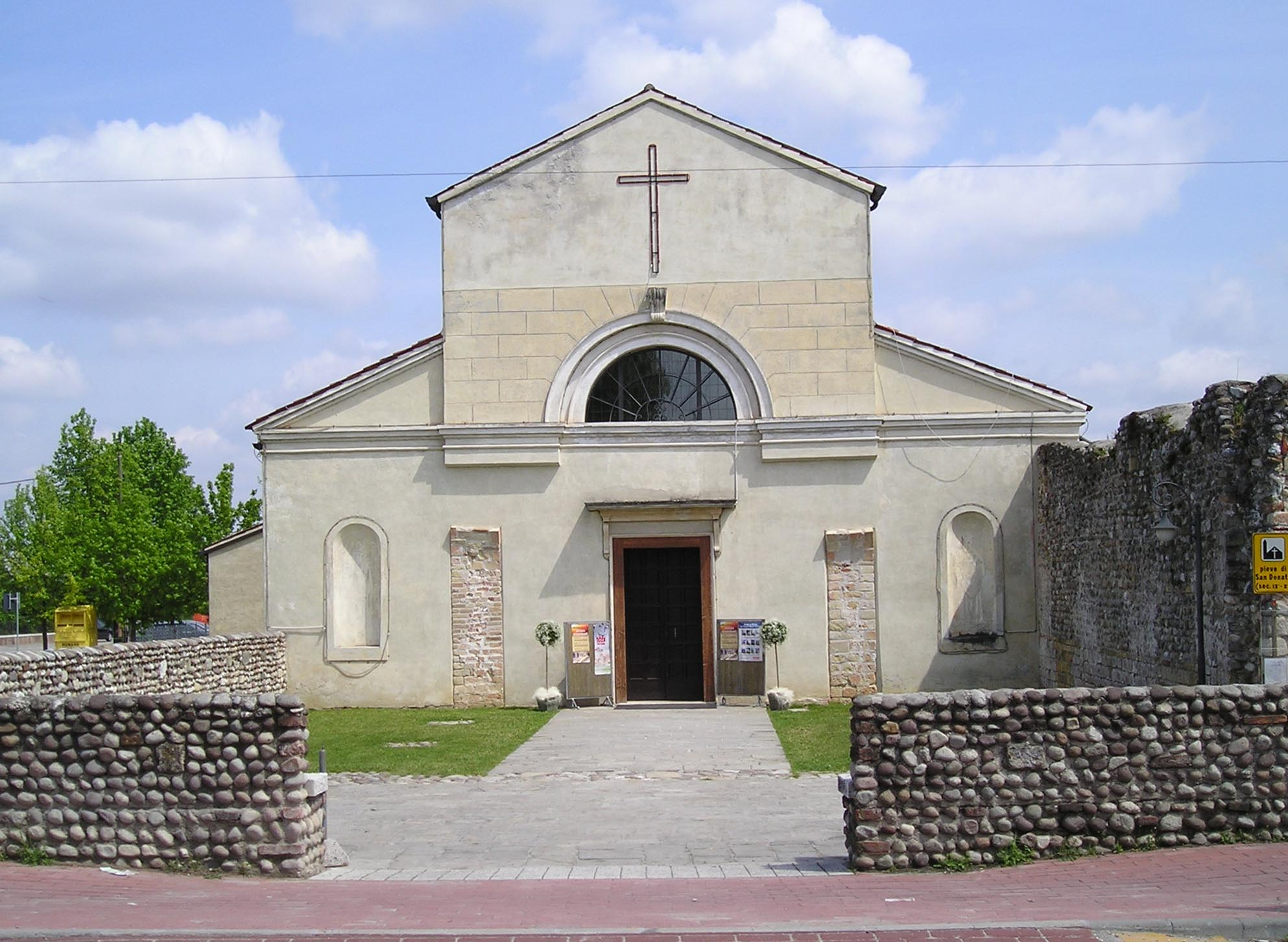
L'antica pieve di San Donato
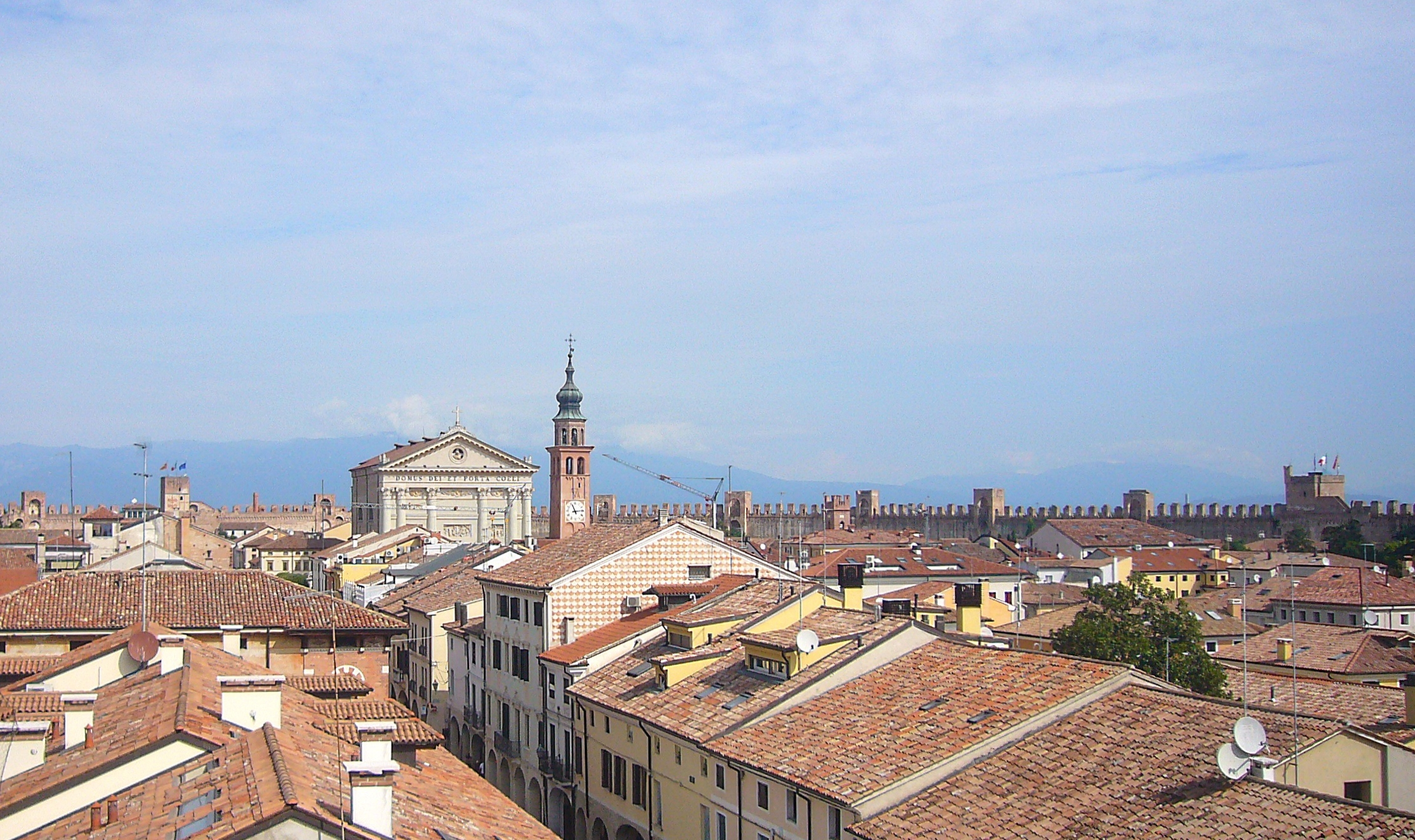
Vista della città e del duomo dalle mura

### Il Teatro Sociale

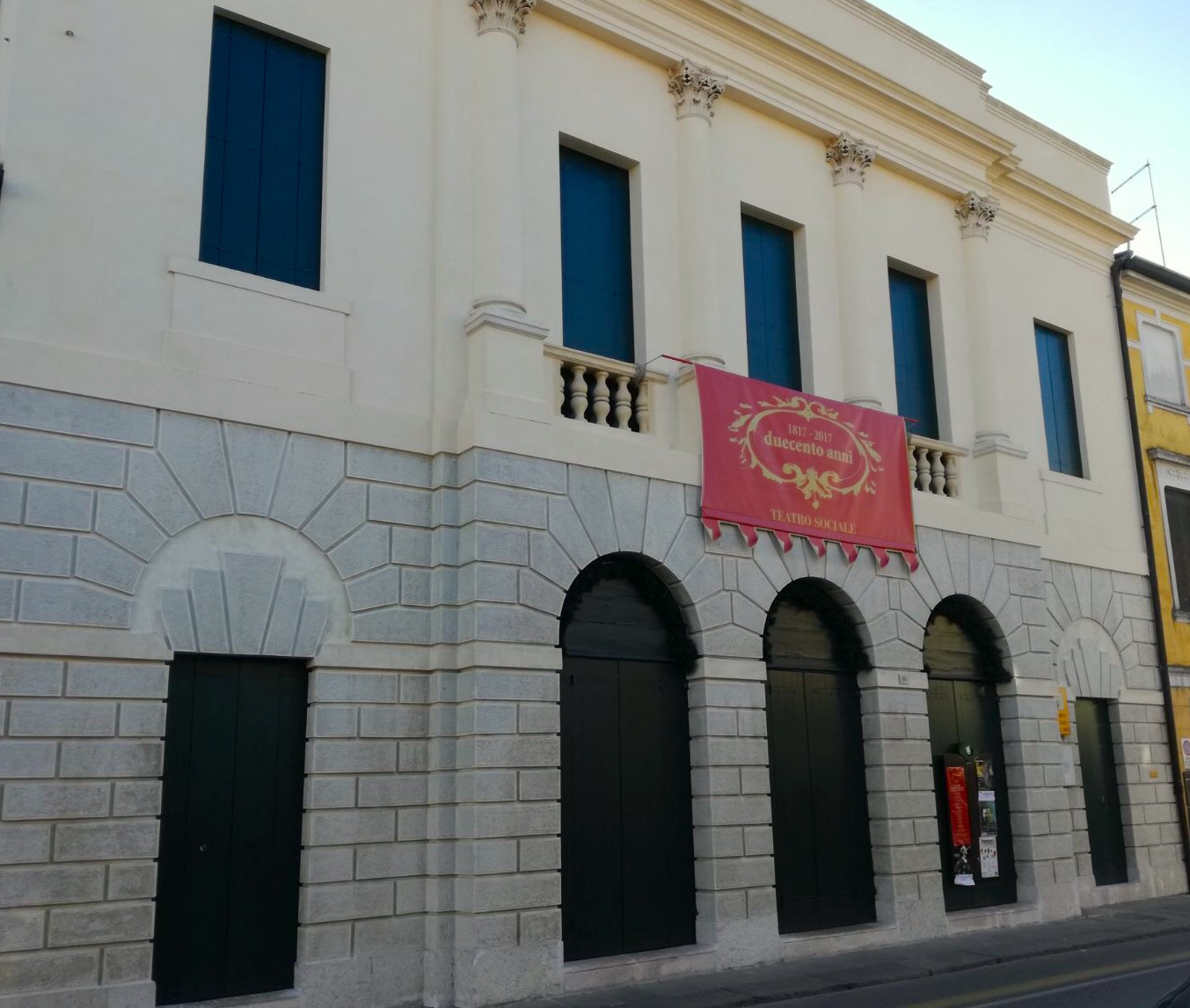
Il Teatro Sociale

Il Teatro Sociale è un edificio storico, caratteristico di questa cittadina, situato all'interno della cinta muraria, lungo Porta Vicenza.
Inizialmente è la società Filarmonica, nel 1804 a richiedere la possibilità di avere una struttura dover far progredire l'arte del teatro, essa aveva finalità di intrattenimento musicale e strumentale.   Fino a quel momento gli spettacoli avevano un carattere privato e i destinatari erano una ristretta cerchia di intellettuali. Gli edifici adibiti a questa funzione, in seguito, divennero abitazioni private e persero la loro funzione ludica.  Il cittadellese in questa fase perde l'atmosfera medioevale, per acquisire un aspetto più borghese e gli elementi che divennero distintivi dopo la loro costruzione furono il Duomo, il macello e il teatro.
Nel 1817 nasce la società teatrale, che ha sempre mantenuto un rapporto di gemellaggio con la Filarmonica, finalizzato allo sviluppo di entrambe. Per l'ideazione del progetto venne scelto il progettista bassanese Giacomo Bauto, mentre la facciata fu disegnata dall'architetto veneziano Giuseppe Jappelli nel 1828. Si tratta di una delle opere sue minori, non sempre documentata nelle fonti inerenti alla sua professione. Egli conferì a questa struttura, lo stile neoclassico. Gli affreschi sono opera di Francesco Bagnara, che con la sua arte decorò alcune scene e in particolare il soffitto. La presidenza venne autorizzata, il 13 settembre 1817 alla costruzione del Teatro.
Esso venne inaugurato in occasione della Fiera di Ottobre del 1828.

#### Struttura
Il teatro è composto in totale da 50 palchi suddivisi in tre ordini, la platea strutturata a ferro di cavallo con sedici palchi al primo ordine, accesso alla platea, diciassette al secondo e terzo ordine. Il palcoscenico ha una profondità di 8,90 metri, larghezza di 14,40 metri, altezza di 8 metri. 
Le strutture murarie dell'edificio sono in mattoni mentre i palchetti e il tetto sono strutturati in legno, la pavimentazione dell'atrio e dei corridoi di accesso ai palchi sono in pietra.

## Società

### Evoluzione demografica
Abitanti censiti

### Etnie e minoranze straniere
Al 31 dicembre 2019 gli stranieri residenti nel comune erano 1 282, ovvero il 6,40% della popolazione. Di seguito sono riportati i gruppi più consistenti:
1. Romania, 506
2. Albania, 174
3. Moldavia, 124
4. Marocco, 87
5. Cina, 70
6. Macedonia del Nord, 53
7. Kosovo, 40
8. Filippine, 24
9. Ucraina, 24
10. Ghana, 21
11. India, 21

## Infrastrutture e trasporti

### Strade
Cittadella è attraversata dalle strade statali:
- Strada statale 47 della Valsugana, in alcuni tratti strada provinciale della Valsugana (SP47)
- Strada statale 53 Postumia, in alcuni tratti declassata a strada regionale 53 Postumia (SR53)

### Ferrovie
Stazione di Cittadella, all'incrocio delle linee:
- Bassano-Padova
- Vicenza-Treviso

### Linee bus extraurbani
Il comune di Cittadella è servito da linee extraurbane della società Busitalia Veneto che la collega con la linea Bassano del Grappa - Padova (anche con deviazioni per Piazzola sul Brenta, Villa del Conte, Carmignano, San Giorgio delle Pertiche), con la linea Cittadella - Mussolente, Cittadella - Arsego. La società MOM la collega con la linea Treviso - Vicenza, e con linee limitate a Castelfranco Veneto.

## Amministrazione

### Sindaci dal 1867 al 1946
| Periodo | Periodo | Primo cittadino        | Partito | Carica  | Note |
| ------- | ------- | ---------------------- | ------- | ------- | ---- |
| 1867    | 1871    | Giuseppe Tombolan Fava |         | Sindaco |      |
| 1871    | 1874    | Giuseppe Wiel          |         | Sindaco |      |
| 1875    | 1876    | Gio Batta Tommasi      |         | Sindaco |      |
| 1878    | 1883    | Filippo Sabbadin       |         | Sindaco |      |
| 1885    | 1889    | Luigi Dainese          |         | Sindaco |      |
| 1889    | 1892    | Giovanni Rossetti      |         | Sindaco |      |
| 1896    | 1908    | Alessandro Busatta     |         | Sindaco |      |
| 1910    | 1913    | Alessandro Busatta     |         | Sindaco |      |
| 1914    | 1920    | Gavino Sabadin         |         | Sindaco |      |
| 1921    | 1923    | Carlo Busatta          |         | Sindaco |      |
| 1923    | 1927    | Devido Greppi          |         | Sindaco |      |
| 1927    | 1931    | Gustavo Zambusi        |         | Sindaco |      |
| 1945    | 1946    | Camillo Carcereri      |         | Sindaco |      |

### Sindaci dal 1946
| Nominativo                                           | Nominativo                                        | Partito / Coalizione                              | Periodo                                           | Elezione                                          |
| Sindaci eletti dal Consiglio comunale (1946-1994)    | Sindaci eletti dal Consiglio comunale (1946-1994) | Sindaci eletti dal Consiglio comunale (1946-1994) | Sindaci eletti dal Consiglio comunale (1946-1994) | Sindaci eletti dal Consiglio comunale (1946-1994) |
| ---------------------------------------------------- | ------------------------------------------------- | ------------------------------------------------- | ------------------------------------------------- | ------------------------------------------------- |
|                                                      | Giuseppe Tessari                                  | Democrazia Cristiana                              | 1946-1951                                         | 1946                                              |
|                                                      | Attilio Gobbo                                     | Democrazia Cristiana                              | 1951-1960                                         | 1951                                              |
| 1956                                                 | Attilio Gobbo                                     | Democrazia Cristiana                              | 1951-1960                                         |                                                   |
|                                                      | Antonio Pettenuzzo                                | Democrazia Cristiana                              | 1960-1970                                         | 1960                                              |
| 1964                                                 | Antonio Pettenuzzo                                | Democrazia Cristiana                              | 1960-1970                                         |                                                   |
|                                                      | Giorgio Dal Pian                                  | Democrazia Cristiana                              | 1970-1975                                         | 1970                                              |
|                                                      | Pietro Tosetto                                    | Democrazia Cristiana                              | 1975-1990                                         | 1975                                              |
| 1980                                                 | Pietro Tosetto                                    | Democrazia Cristiana                              | 1975-1990                                         |                                                   |
| 1985                                                 | Pietro Tosetto                                    | Democrazia Cristiana                              | 1975-1990                                         |                                                   |
|                                                      | Paolo Giopp                                       | Democrazia Cristiana                              | 1990-1992                                         | 1990                                              |
|                                                      | Giovanni Parolin                                  | Democrazia Cristiana                              | 1992-1993                                         | (1990)                                            |
|                                                      | Aldo Luciano (Commiss. prefettizio)               | -                                                 | 1993-1994                                         | -                                                 |
| Sindaci eletti direttamente dai cittadini (dal 1994) |                                                   |                                                   |                                                   |                                                   |
|                                                      | Lucio Facco                                       | Lega Nord - LV                                    | 1994-2002                                         | 1994                                              |
| 1998                                                 | Lucio Facco                                       | Lega Nord - LV                                    | 1994-2002                                         |                                                   |
|                                                      | Massimo Bitonci                                   | L.c. Facco - LVR (2002-05)                        | 2002-2012                                         | 2002                                              |
|                                                      | Massimo Bitonci                                   | Lega Nord - LV (2005-12)                          | 2002-2012                                         | 2007                                              |
|                                                      | Giuseppe Pan                                      | Lega Nord - LV                                    | 2012-2015                                         | 2012                                              |
|                                                      | Luca Pierobon (Vicesindaco f. f.)                 | Lega Nord - LV                                    | 2015-2016                                         | (2012)                                            |
|                                                      | Luca Pierobon                                     | Lega Nord - LV                                    | 2016-in carica                                    | 2016                                              |
|                                                      | Luca Pierobon                                     | Centro-destra                                     | 2016-in carica                                    | 2021                                              |

### Gemellaggi
- Nova Prata, dal 2005
- Noblesville, dal 2005
- Guben

## Sport

### Società sportive
- Rugby Cittadella A.S.D. (Rugby)
- Associazione Sportiva Cittadella (Calcio)
- Basket Cittadella
- Cittadella team (Ciclismo)[23]
- Pedale Cittadellese (Ciclismo)
- Superbike team pozzetto (Mountain bike)[24]
- Team Veneto (Nuoto)[25]
- Ginnastica Ritmica Levante[26]
- Kyoto Judo Kai (Judo Cittadella)[27]
- Sci Club Città Murata (Sci)[28]
- A.S.D. Centro Nuoto Cittadella (Nuoto)[29]
- 06WALL Arcieri della Torre (Tiro con l'Arco)[30]
- Aquaclub Nautilus A.S.D. (Subacquea)
- A.S.D. Cittadella Brenta Gunners (Pallacanestro)[31]
- A.S.D. Cittadella Hockey[32]
- Pattinaggio artistico Cittadella
- Polisportiva Olympia Cittadella 1987 (Calcio)
- A.S.D. per Santa Maria, calcio e varie attività (ginnastica artistica,danza,ginnastica dolce,ecc...) presso la palestra sita nell'omonima frazione

### Ciclismo
Il 23 maggio 2008 ha ospitato l'arrivo della 13ª tappa del Giro d'Italia 2008 Modena - Cittadella di 177 km che ha visto la vittoria in volata dell'inglese Mark Cavendish. Il 22 marzo 2013 lo stadio "Piercesare Tombolato" ha ospitato l'amichevole Under 21 di calcio Italia-Russia (2-0 gol di Immobile e Insigne).
Cittadella è sede di partenza e in passato anche d'arrivo dell'Alta Padovana Tour
corsa in linea maschile di ciclismo su strada riservata alla categoria Under 23 e vinta da giovani dilettanti divenuti in seguito professionisti come Mattia Gavazzi, Elia Viviani e Paolo Simion.